# Massacre de Ekité
O massacre de Ekité foi uma expedição punitiva liderada pelo exército colonial francês que se transformou em massacre. Ocorreu em 31 de dezembro de 1956 em Ekité, próximo a Edéa em Camarões.

## Contexto
Ekité, como várias aldeias de Sanaga-Maritime, era uma cidade com reputação de ser hostil à administração e conquistada em combate com dos nacionalistas upecistas. Era um reduto para os adeptos da União das Populações dos Camarões (UPC), área de atuação de Ruben Um Nyobe.
O massacre ocorreu durante a campanha de pacificação liderada pelas tropas coloniais francesas em Sanaga-Maritime.
As forças regulares reagem prontamente e disparam matando dezenas de pessoas.

## Desenrolar
Na noite de 30 para 31 de dezembro de 1956, tropas do exército colonial francês entraram em Ekité, onde massacraram várias dezenas, talvez uma ou duas centenas, de seus habitantes.
As tropas coloniais procuravam combatentes independentistas, membros da União das Populações dos Camarões (UPC). Classificados como “rebeldes”, “loucos” em “estado de extraordinária excitação”, sob a influência mágica da feitiçaria ou do vinho de palma.
Gabriel Haulin, capitão e comandante da Guarda Camaronesa que liderou o ataque, contou dezenas de mortos, incluindo pelo menos cinquenta e seis cadáveres encontrados.
Pierre Messmer afirma: "os pelotões de guarda encontraram, na floresta em torno desta aldeia, um grande grupo rebelde (trezentas ou quatrocentas pessoas), composto por upecistas convictos, muitos dos quais vieram de Douala, e para quem foi administrado uma droga (provavelmente haxixe, de acordo com resultados médicos sobre os feridos)."

## Número de vítimas
Os nacionalistas falam em duzentos mortos. Gabriel Haulin conta cinquenta e seis cadáveres, e "outros cadáveres de rebeldes mortos na floresta, não encontrados, não são contados".

## Valas comuns
Existem várias, pelo menos três, valas comuns nas quais os nacionalistas foram enterrados e estão localizadas a algumas dezenas de metros uma da outra.

## Imprensa e memória
A imprensa na época dos acontecimentos foi muda. O massacre faz parte de uma guerra que passou em silêncio.
Os relatórios militares são inacessíveis e não existem no lado da administração francesa. Não existe um serviço de memória oficial. Algumas pessoas - por iniciativa pessoal ou em grupos - colocam coroas de flores para rememorar e transformaram o local num campo de mártires.